# Liste der Bodendenkmale im gemeindefreien Gebiet Harz (Lkrs. Göttingen)
In der Liste der Bodendenkmale im gemeindefreien Gebiet Harz sind die Bodendenkmale des niedersächsischen gemeindefreien Gebietes Harz (Landkreis Göttingen) aufgeführt. Die Quelle ist der Denkmalatlas Niedersachsen.
- Bitte beachten Sie, dass diese Liste keinen Anspruch auf Vollständigkeit erhebt.
- Die Angaben ersetzen nicht die rechtsverbindliche Auskunft der zuständigen Denkmalschutzbehörde.
- Es sind nur Daten aus dem Denkmalatlas verarbeitet.
- Der Stand der Liste ist der 23. März 2025.

Gemeindefreies Gebiet Harz (Lkrs. Göttingen) (oben rechts) im Landkreis Göttingen

## Harz (GfG)
| Lage                         | Bezeichnung                | Beschreibung | ID       | Bild           |
| ---------------------------- | -------------------------- | --- | -------- | -------------- |
| 51° 37′ 23″ N, 10° 37′ 47″ O | Forst 1, Staufenburg       | Länglich ovaler Burgplatz (Hauptburg), ca. 25 × 50 m, auf natürlichem, dem Berggipfel aufgesetzten Felskopf angelegt, NO-SW gerichtet. Dieselbe folgt polygonal dem Gelände, nur noch in situ erhalten ein Stück auf der SO sowie die östl. Ecke, sonst nur Schutt mit Mörtelbrocken. Im Gipfelklotz des Burgfelsens eingehauen drei künstliche Vertiefungen: NO 5 m langer, knapp 1 m breiter, oben offener Durchgang, in der Mitte schachtartige Vertiefung, „Brunnen“ genannt, südwestl. enger, niedriger, in S-Form verlaufender Stollen von ca. 5 m Länge. Es kann sich um begonnene Keller- und Brunnenanlage handeln, die unvollendet liegenblieben. Um die ganze Hauptburg herum ein Ringgraben mit hohem Vorwall. Unmittelbar südöstl. der Hauptburg, tiefer als diese gelegen, die Vorburg auf natürl., flacher Terrasse. | 28943994 | BW             |
| 51° 35′ 16″ N, 10° 34′ 53″ O | Forst 1, Burg Sachsenstein | Abschnittsbefestigung besteht aus Kernwerk (0,54 ha), welches durch eine bis zu 3 m dicke Mauer, einem runden Turm von 12,5 – 13,3 m Dm. (58 m² Innenraum) und einer von 2 sechseckigen Türmen flankierten Torgasse von 19 m L. und 9 m Br. nach O abgeriegelt wird. Die diesem vorgelagerte Vorburg (0,91 ha) wird nach O durch zwei z.T. noch bis zu 2 m hohe Wälle mit Gräben geschützt, wovon größere Teile durch den 1869 erfolgten Bahndurchstich zerstört wurden. Innenfläche des Kernwerks stark strukturiert. Heute sind noch Wälle, Gräben, Turmfundamente und Mauer sichtbar. Der Burgplatz gehörte zur Gründungsausstattung des Klosters Walkenried von 1127, die Burg wird damals ausdrücklich als zerstört bezeichnet. | 28988361 | Weitere Bilder |
| 51° 39′ 54″ N, 10° 23′ 33″ O | Forst 2, Glashütte         | Neuzeitlic, liegt im Bereich zwischen zwei Bachläufen. In den westl. Bach zieht eine stark mit Ofenwandbruchstücken, Glashafenbruchstücken und Glasresten durchsetzte Abraumhalde. Auf dem darüber liegenden Plateau ist der Boden unregelmäßig verformt. Nach N wird die Glashütte offensichtlich durch eine Wegespur begrenzt, die um den Platz der Hütte einen leichten Bogen beschreibt und durch den westlichen Bach hindurch bergab führt. Nach Osten dürfte der Hüttenplatz durch die Anlage der Forststraße gestört worden sein. Wenige Glasschlacken in der Wegeböschung und die örtliche Situation deuten darauf hin. Geborgen wurden Ofenwandbruchstücke und Glasfluss. | 28944913 | BW             |
| 51° 37′ 35″ N, 10° 24′ 26″ O | Forst 3, Schandenburg      | | 28944100 | BW             |
| 51° 37′ 21″ N, 10° 33′ 18″ O | Forst 4, Glashütte         | | 28943988 | BW             |
| 51° 37′ 12″ N, 10° 34′ 7″ O  | Forst 5, Glashütte         | | 28943989 | BW             |
| 51° 37′ 30″ N, 10° 34′ 16″ O | Forst 6, Glashütte         | | 28943990 | BW             |
| 51° 38′ 13″ N, 10° 32′ 9″ O  | Forst 8, Glashütte         | Ausdehnung nicht sicher eingrenzbar. Nach Oberflächenfunden mindestens bis 50 m östl. und 75 m westl. des Tellertalwassers reichend. Im N Oberflächenfunde bis an den parallel zur Steina verlaufenden Forstweg. Ein bis zwei Ofenstellen als flache Hügel erkennbar. Nördl. des Forstweges, im O durch das Tellertalwasser begrenzt, mehrere kleine Plateaus, bei denen es sich um die zur Glashütte gehörenden Hausstellen handeln könnte. In diesem Bereich weiterhin ein Meilerplatz nachweisbar. Im Bereich des Glashüttenareals Reste mehrerer historischer Ziehwege. Fundstelle in Teilbereichen durch Forstwege sowie moderne Planierungen gestört. | 28944108 | BW             |
| 51° 37′ 41″ N, 10° 25′ 16″ O | Forst 11, Wall             | | 28944916 | BW             |
| 51° 37′ 50″ N, 10° 24′ 50″ O | Forst 24, Burg Frauenstein | Zentraler Bereich der Burg auf Dolomitriff, ca. 10 × 25 m Fläche, innerhalb plateauartiger Burgfläche von 65 × 45 m, im S und O Steilhänge, nach W und NW zwei bis drei Gräben (bis 10 m breit und 1 m tief). Im SW und NO lt. Stolberg zwei Bastionen, von denen 1986 lediglich die nordöstl. durch Mauerwerk zu lokalisieren war. Im SO außerdem gemauerter Kellerraum offenliegend. Teile der Befestigung sind erhalten. Vermutlich frühneuzeitlich (16.-18. Jh.), lt. Stolberg vorgeschichtliche Besiedlung möglich. Gründungsdatum unbekannt, Ausbau der Befestigung mit Bastionen möglicherweise 1627. Zerstörung im Siebenjährigen Krieg durch die Franzosen im Jahre 1761. Mittelalterliche Quellen, die sich auf diese Burg beziehen ließen, sind nicht bekannt. Aufgrund ihrer Lage in unmittelbarer Nachbarschaft der Burg Scharzfels, für die sie zur Sicherung des nördlichen Vorfeldes diente, weist sie vermutlich eine identische Besitzgeschichte auf. | 28944914 | Weitere Bilder |